# Баркли, Линвуд
Линвуд Баркли (анг. Linwood Barclay, р.1955) - канадский писатель.

## Биография
Родился в Дариене, штат Коннектикут, в семье Мюриэль и Эверетта Баркли. Его отец был профессиональным иллюстратором, который перевез свою семью в Канаду в 1959 году, где он устроился на работу в студию Уильяма Р. Темплтона в Торонто. В 1966 году семья купила палаточный лагерь в Бобкейджеоне, Онтарио, которым они управляли около пяти лет, пока его отец не умер от рака легких, когда Барклаю было шестнадцать.
Рано осознал свой интерес к детективной литературе, вдохновленный работами Росса Макдональда, который вырос в Китченере, Онтарио. После окончания средней школы изучал литературу в Трентском университете в Питерборо, Онтарио, где одним из его учителей была известная писательница Маргарет Лоуренс.
В 2022 г. отказался от издания своих книг в России, на фоне вторжения России в Украину.

## Творчество
После окончания Трента со степенью по английской литературе нашел работу в ряде местных газет, начиная с Peterborough Examiner. Впоследствии перешел в Toronto Star в 1981 году. В 1993 году, после смерти Гэри Лаутенса, он начал трижды в неделю вести в газете юмористическую колонку. Также выпускал подкасты со своими статьями и опубликовал три сборника: «Майк Харрис заставил меня съесть мою собаку», «Отец знает Зилч: руководство для ошеломленных пап» и «Этот дом — чокнутый!». С 2004 по 2007 год, продолжая писать свою колонку, опубликовал четыре детективных комедии, в каждой из которых фигурирует сыщик по имени Зак Уокер, который днем работает обозревателем в газете. Книги были опубликованы в Великобритании.
Прорыв произошел в 2007 году, когда он опубликовал «Нет времени для прощания». Бестселлер в Великобритании, он быстро разошелся миллионным тиражом. Баркли взял годичный творческий отпуск для продвижения своего романа и планировал вернуться в Star в сентябре 2008 года. Но 28 июня 2008 года он написал свою последнюю колонку, объявив о своем уходе из газеты. Его роман 2012 года «Доверяй своим глазам» стал финалистом премии «Криминальный триллер» от UK Specsavers Crime Thriller Awards.